# Tamarin (Maurice)
Tamarin est un village de la côte ouest de l'île Maurice au bord de la baie de Tamarin. Il a longtemps été le chef-lieu du district de Rivière Noire.
C'est maintenant dans le village de Bambous, plus accessible aux villageois, que se situe le siège du district.[réf. souhaitée]

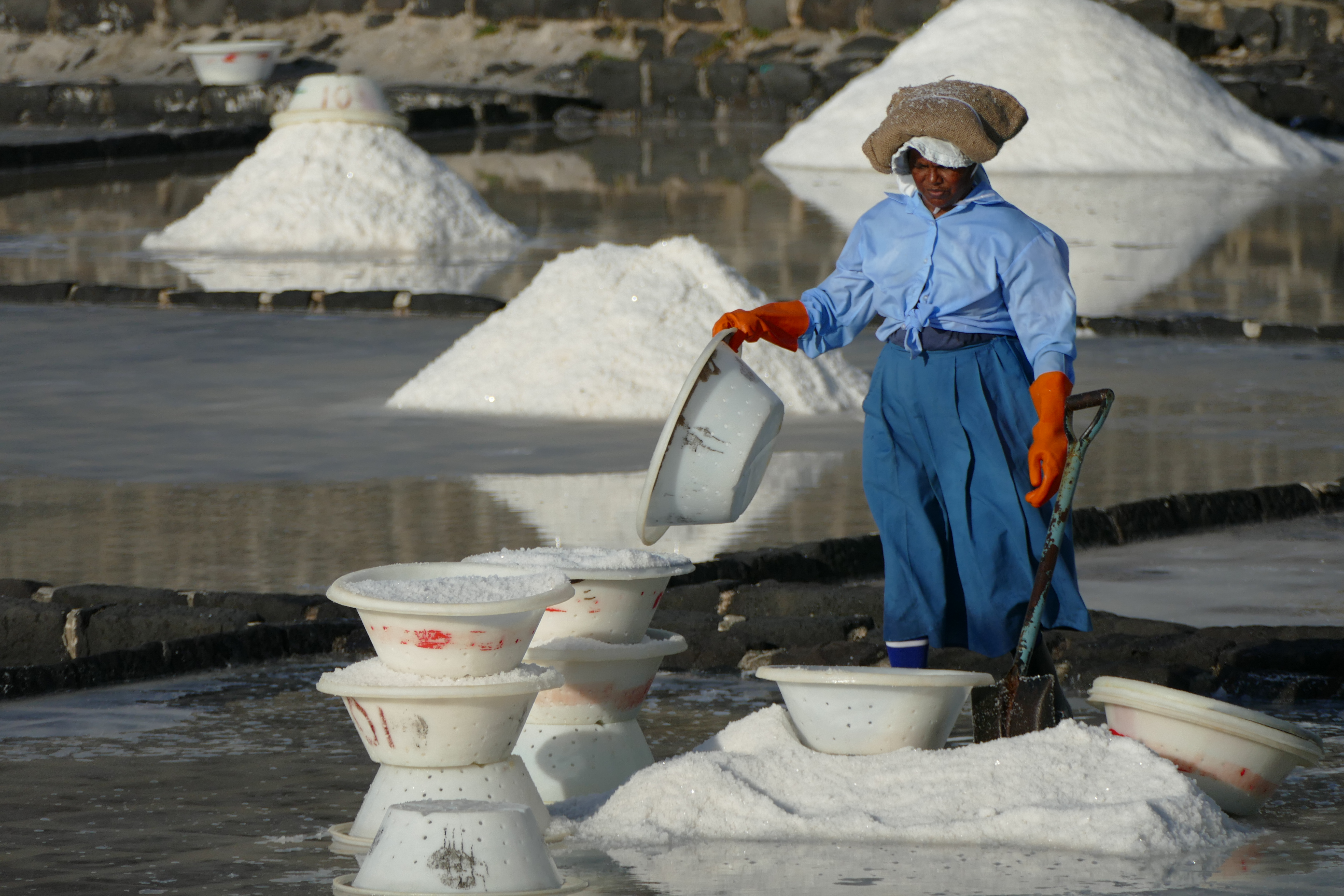
Récolte du sel

Ancien village de pêcheur, Tamarin est devenu une destination touristique. Il est particulièrement populaire auprès des surfeurs. Tamarin est lié à une route principale qui relie la capitale Port-Louis et, à l'est, à Curepipe. Le village est entouré de collines et est pittoresque.
C'est également le principal salar de Maurice.